# Ges-moll

Diagram akordu ges-moll (fis-moll) dla gitary

ges-moll – gama muzyczna oparta na skali molowej, której toniką jest ges. Gama ges-moll zawiera dźwięki: ges, as, heses, ces, des, eses, fes. Enharmonicznym odpowiednikiem ges-moll jest gama fis-moll.
Nazwa ges-moll oznacza także akord, zbudowany z pierwszego (ges), trzeciego (heses) i piątego (des) stopnia gamy ges-moll.
| Akord ges-moll | Audio playback is not supported in your browser. You can download the audio file. |